# Повноводна червона річка (фільм)
Повноводна червона річка (спрощ.: 满江红) — історична гостросюжетна комедія-трилер 2023 року режисера Чжана Їмоу. Головні ролі зіграли Шен Тенг і Джексон Йі.Також зіграли Чжан І, Лей Цзяінь, Ван Цзяї та Юе Юньпен. Фільм вийшов у прокат кінотеатрів Китаю 22 січня 2023 року, у день Китайського нового року.

## Сюжет
У фільмі розповідається про загадковий випадок на початку епохи династії Південна Сун. Дія відбувається через чотири роки після смерті Юе Фея. У резиденції Цинь Хуея відбувається таємниче вбивство, коли він зустрічає делегатів від ворогуючої династії Цзінь. Солдат і командир вплуталися у велику змову, коли один із посланців Цзінь гине, а конфіденційний лист повідомляється про зникнення. Винні в інциденті праведники, які хочуть убити підозрюваного в зраді.

## Актори
Акторський склад складається:
- Шен Тенг — Чжан Да (张大), завербований солдат без звання
- Джексон Йі — Сан Джун (孙均), заступник командира охоронного батальйону
- Чжан І як Хе Лі (何立), генеральний менеджер бюро великого канцлера
- Лей Цзяінь у ролі Цінь Хуей, великого канцлера
- Ван Цзяї (王佳怡) у ролі Цитери (Яо Цінь 瑶琴), танцюючої дівчини та кохання Чжан Да
- Юе Юньпен — Ву Ічунь (武义淳), заступник генерального директора бюро великого канцлера
- Пан Бінлун (潘斌龙) як Дін Санванг (丁三旺), солдат Сун, який загинув
- Юй Айлей (余皑磊) у ролі Лю Сі (刘喜), селянина династії Сун, який був зарізаний до смерті за наказом Хе Лі
- Го Цзінфей (郭京飞) — Ван Бяо (王彪)
- Оу Хао — Чжен Ван (郑万), солдат Сун
- Вей Сян (魏翔) як Хаден (哈登), посланник Цзінь, якого вбили
- Чжан Чі (张弛) — Чень Лян (陈亮), солдат Сун (лівий охоронець)
- Хуан Янь (黄炎) як Ху Юн (胡永), солдат Сун (правий охоронець), засуджений до смерті (відрубування голови) як данина династії Цзінь
- Сюй Цзін'я (许静雅) як Лан Ю (蓝玉)
- Цзян Пенью (蒋鹏宇) у ролі Лючжу (绿珠), танцюючої дівчини
- Лінь Боян (林博洋) у ролі Лю Янь (柳燕), танцюючої дівчини, яка помирає
- Фей Фан (飞凡) у ролі Цінмей (青梅), танцюючої дівчини
- Рен Синуо (任思诺) — Яо Ятоу (姚丫头), дочка Лю Сі
- Чень Юншен (陈永胜) як солдат Сун
- Чжан Інань (张壹男) — Чень Сі (陈锡), секретар династії Сун

Деякі персонажі (наприклад, Хе Лі) засновані на романі «Генерал Юе Фей», написаному Цянь Цаєм під час династії Цін . Деякі персонажі також мають спільні імена з історичними людьми з інших періодів часу, наприклад Лань Юй, генерал, якого стратив Чжу Юаньчжан під час ранньої династії Мін, і Лючжу, стародавній китайський співак.

## Виробництво

### Розробка
Назва взята з одного з найвідоміших віршів Ман Цзян Хун, приписуваних Юе Фею. Юе Фей був військовим генералом династії Південна Сун (1127—1279). Він є символом патріотизму та вірності своїй країні. Однак Юе Фей був підставлений і страчений імператором Сун Чжао Гоу разом з прем'єр-міністром Цинь Хуеєм . Хоча поему приписують Юе Фею, існують теорії, що Юе Фей її насправді не написав. Деякі навіть кажуть, що поема була написана в інший період часу (наприклад, після династії Сун), посилаючись на те, що згадуються гори Хелан і Сюнну.

### Зйомки
У фільмі офіційно оголошено, що зйомки почалися 26 червня 2022 року. Зйомки проходили в Тайюань, Шаньсі. Зйомки завершилися в серпні 2022 року.

## Прем'єра
Перший трейлер фільму вийшов 27 грудня 2022 року. Того ж дня було оголошено, що вихід фільму запланований на 22 січня 2023 року. 29 грудня 2022 року був оприлюднений повний акторський склад фільму. 5 січня 2023 року було оприлюднено повні імена персонажів.